# Paul Raymond (Musiker)

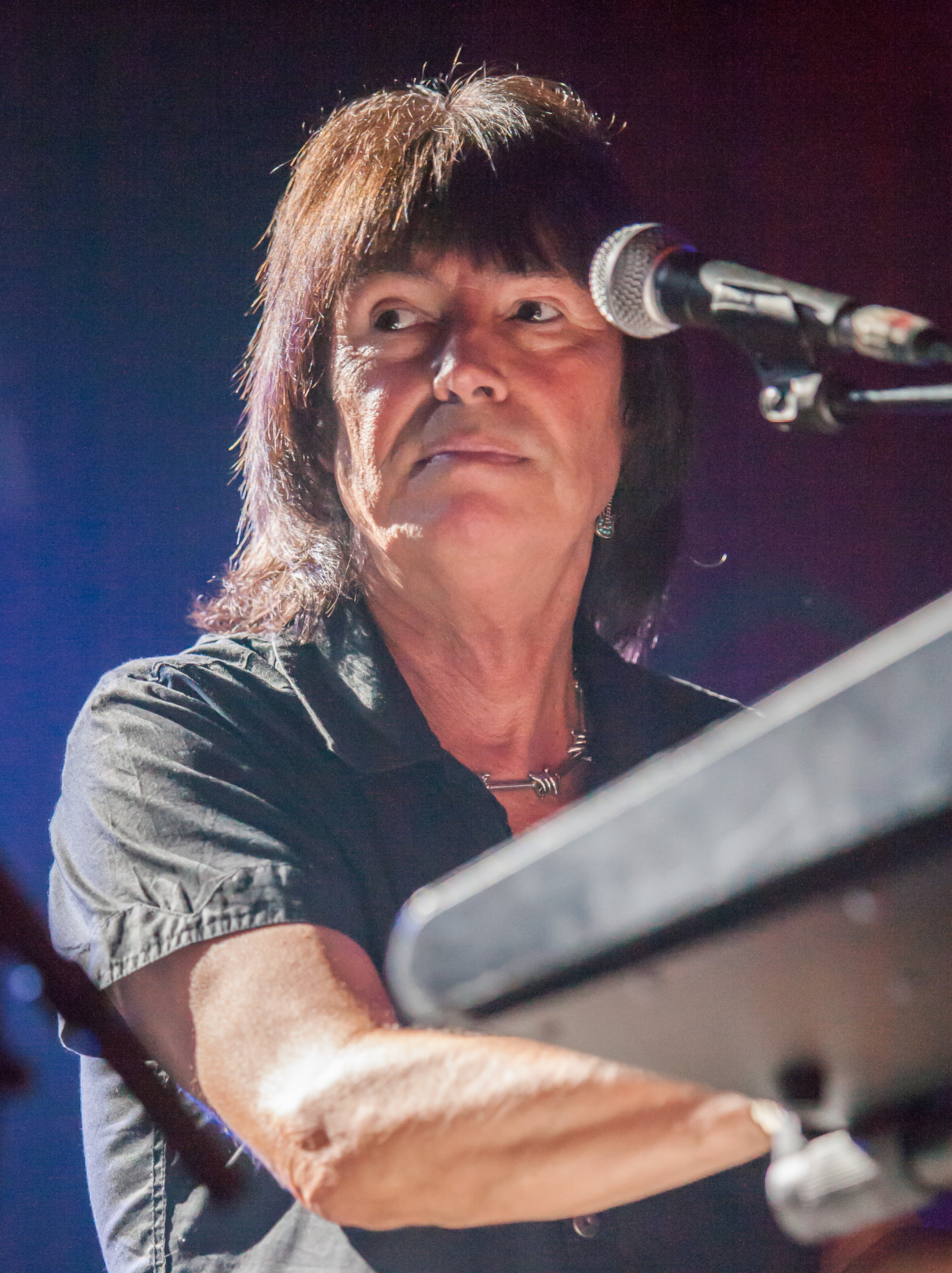
Paul Raymond (2007)

Paul Martin Raymond (* 16. November 1945 in St Albans, Hertfordshire, England; † 13. April 2019) war ein britischer Rock-Keyboarder und Gitarrist.

## Leben
Mit 17 Jahren begann nach eigenen Angaben Raymonds dessen Karriere im Jazz-Bereich, nachdem er eine Anzeige in lokale Musikzeitschriften stellte. Er spielte ab Januar 1964 mit vielen verschiedenen Musikern, unter anderem dem Bassisten Dave Green. Er stieß zum Ian Bird Quintett und spielte mit diesem öfters in Blackheath. 1967 spielte Raymond in seiner ersten Band Plastic Penny, die sich der Popmusik verschrieben hatte. Andere bekannte Mitglieder waren Nigel Olsson und Mick Grabham. 1968 löste sich die Gruppe nach dem Album Two Sides of a Penny auf. 1969 und 1970 kamen noch zwei Alben auf den Markt, die vor der Trennung eingespielt worden waren. Daraufhin hörte er, dass Christine Perfect die Band Chicken Shack verlassen hatte, um John McVie zu heiraten. Er bewarb sich für den Job und erlernte mit Hilfe von Nigel Olsson, Hammond-Orgel zu spielen. Er stieß dann 1969 zu Chicken Shack. Nach den Alben 100 Ton Chicken und Accept verließ er die Band 1971 wieder. Er schloss sich direkt Savoy Brown an und blieb dort bis 1976. Nachdem UFO 1976 das Album No Heavy Petting mit Keyboarder Danny Peyronel veröffentlicht hatten, tourte Paul Raymond mit der Band im Vorprogramm von Rainbow, um die Scheibe zu promoten. 1977 erschien das Album Lights Out, auf dem Raymond Peyronel als festes Bandmitglied und Keyboarder ersetzte. Nach dem folgenden Studio-Album Obsession und der anschließenden USA-Tour, Ende 1978, verließ der deutsche Gitarrist Michael Schenker die Band, was zum Verfall führte. Auch auf dem legendären Live-Album Strangers in the Night dieser Amerika-Tournee spielt Raymond die Keyboards und Rhythmus-Gitarre.

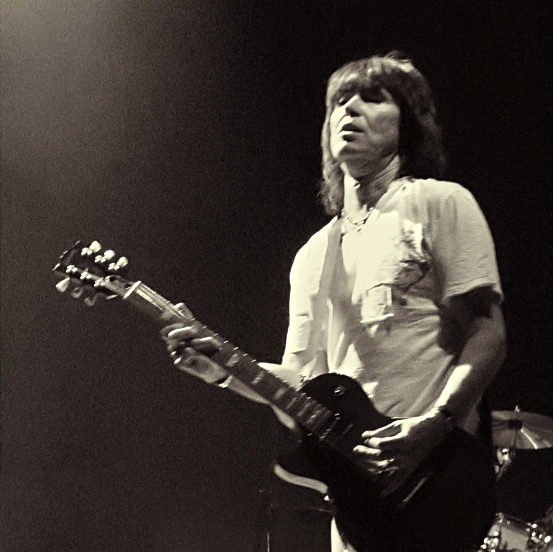
Raymond live mit UFO (unbekanntes Datum)

1981 bis 1982 war er in der Michael Schenker Group aktiv und ist auf der LP MSG und dem Live-Album One Night At Budokan zu hören. 1983 schloss er sich Pete Ways Band Waysted an und ist auf der Debütplatte Vices (1983) zu hören. 1984 kehrte er zu UFO zurück, bei denen von der Originalbesetzung nur noch Phil Mogg übrig geblieben war. Nach dem Album Misdemeanor (1985) verließ er die Band 1986 erneut.
1993 kehrte er zu UFO zurück, da diese sich wieder mit Michael Schenker vereinigt hatten. Jedoch geht aus dieser Zusammenarbeit nur das Album Walk On Water hervor, da Raymond 1999 schon wieder ausschied. Er war jedoch seit 2003 wieder festes Mitglied bei UFO und auch gelegentlich bei Projekten von Michael Schenker mit dabei.
Raymond starb im April 2019 an den Folgen eines Herzinfarkts; er wurde 73 Jahre alt. Zum Zeitpunkt seines Todes hatte UFO gerade erst mit einer so genannten letzten Welttour begonnen, die als „Last Orders“ bezeichnet wurde.